# Tatsuya Uchida
Tatsuya Uchida (født 8. februar 1992) er en japansk fodboldspiller, som spiller for den japanske fodboldklub Tokyo Verdy.